# Turia (Avestá)
Turia ou Turaniano (em avéstico:  𐬙𐬏𐬌𐬭𐬌𐬌𐬀, transl. tūriia) é o etnônimo de um grupo mencionado no Avestá, ou seja, a coleção de textos sagrados do Zoroastrismo. Nesses textos, os Turias interagem intimamente com os árias, ou seja, os primeiros iranianos. Sua identidade é desconhecida, mas presume-se que eles tenham sido nômades iranianos da estepe eurasiana.
Assim como o etnônimo Iraniano, que é derivado de Irã, o termo moderno Turaniano é uma formação posterior do topônimo Turã. Tanto Turã quanto Irã são, por sua vez, formações posteriores dos etnônimos iranianos antigos Turia e Aria, respectivamente. Turia, ou variantes dele, não aparece em nenhuma fonte historicamente atestada. No entanto, os turanianos aparecem em lendas iranianas posteriores, em particular no Xanamé, como inimigos dos iranianos. Durante a época medieval, tribos turcas começaram a se estabelecer em Turã e o nome foi cada vez mais aplicado a elas. O moderno movimento pan-nacionalista Turanismo também deriva seu nome do termo.